# Charlotte Brogren

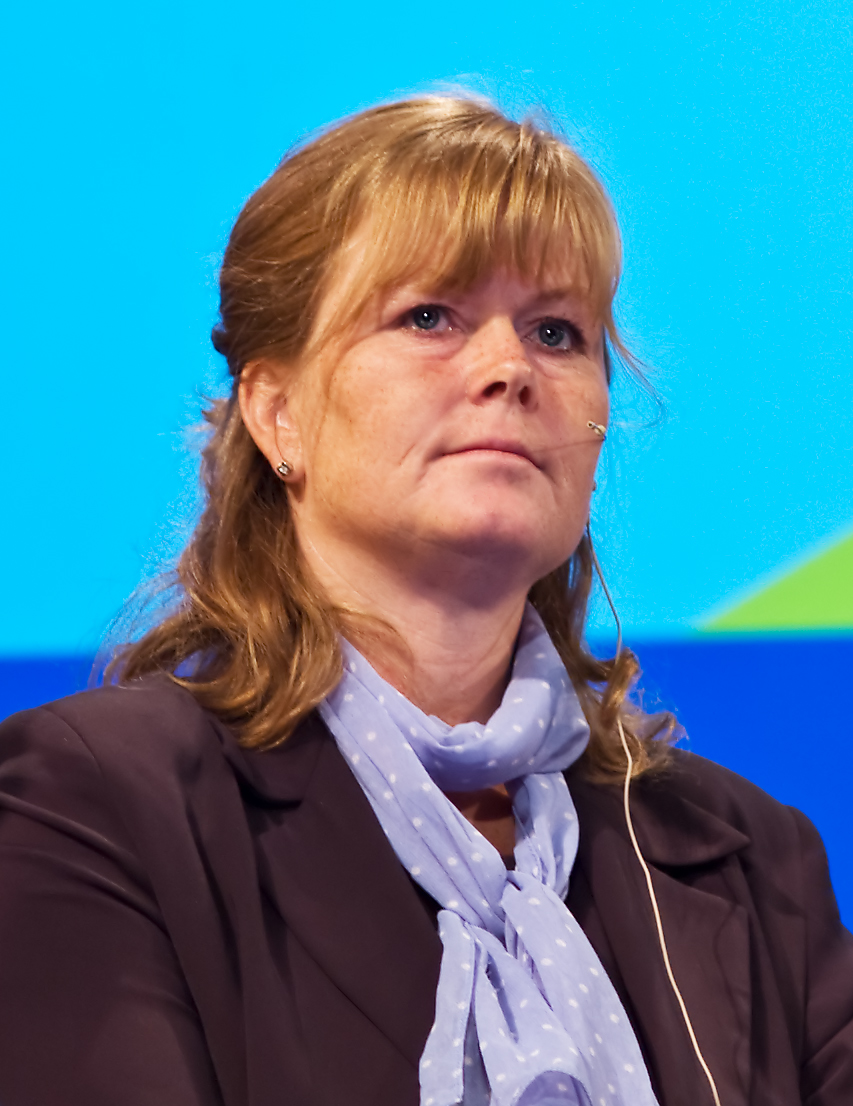
Charlotte Brogren

Charlotte Jansdotter Brogren Karlberg, född 1963, är en svensk kemiingenjör, teknologie doktor och tidigare generaldirektör för Verket för innovationssystem (Vinnova).
Under åren 1989–1990 arbetade Charlotte Brogren som projektledare vid AGA Innovation AB. Hon var projektingenjör vid ÅF-IPK 1990–1995. Därefter arbetade hon inom ABB och hade ledande befattningar inom ABB:s forsknings- och utvecklingsorganisation.
Hon var generaldirektör och chef för Vinnova från den 1 september 2009 till 9 oktober 2017.
Sedan 11 februari 2016 är Brogren styrelseordförande i det norska teknologiföretaget Q-Free ASA.
Brogren invaldes 2005 som ledamot av Ingenjörsvetenskapsakademien. 2015 listade Ny Teknik Brogren på plats 7 av Sveriges mest inflytelserika inspirerande kvinnliga ingenjörer.